# ダーラム (ニューハンプシャー州)

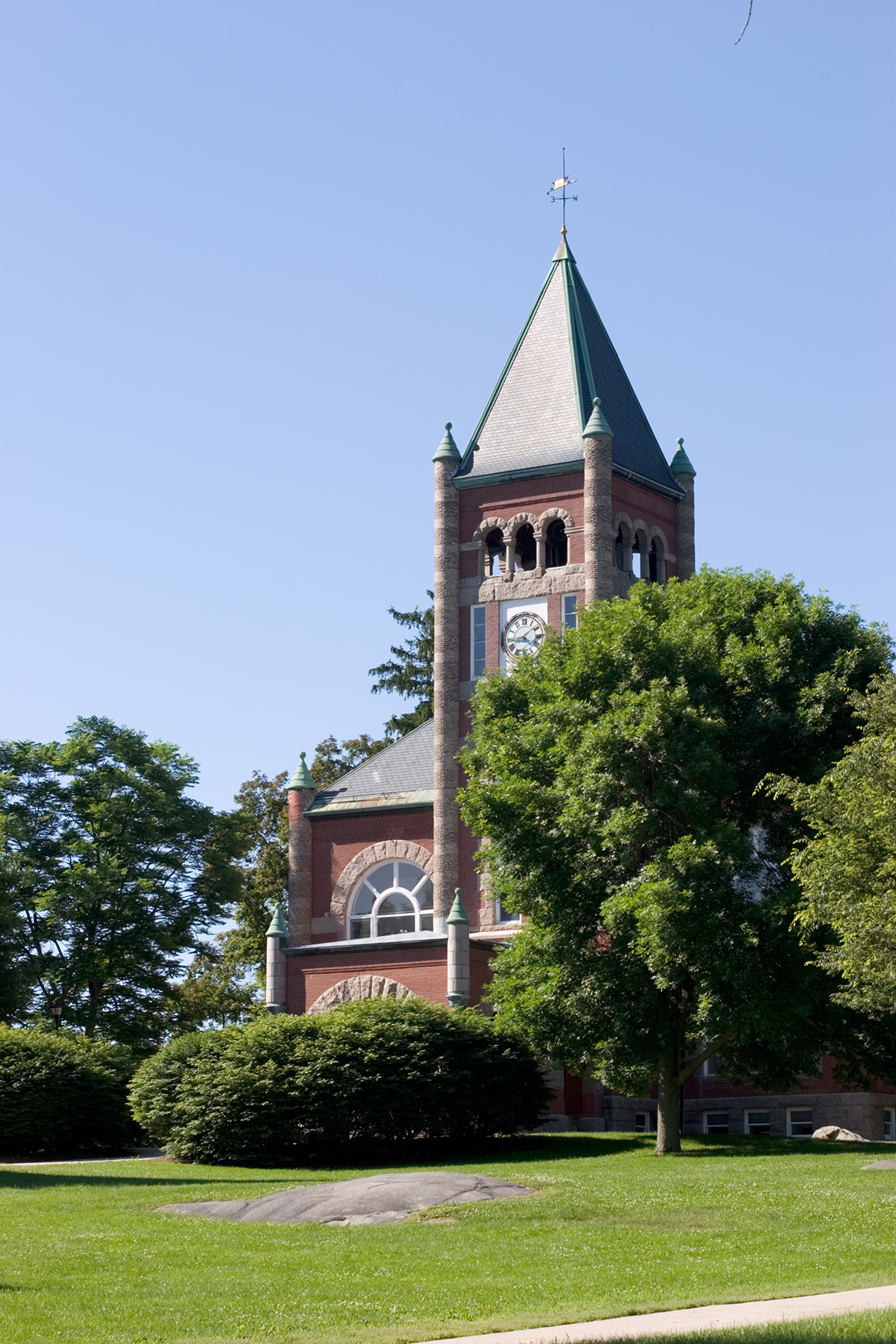
ニューハンプシャー大学

ダーラム（Durham）は、アメリカ合衆国ニューハンプシャー州のストラッフォード郡にある町。人口は1万5490人（2020年） 。町はボストンの北90km、州の最大都市マンチェスターの北東50km、州南東部の主要都市でポーツマス条約の締結地として知られるポーツマスの北西19kmに位置している。ニューハンプシャー大学の学園都市である。

## 歴史
もともとはこの地にはアベナキ族（Abenaki）やペンナコック族などのインディアン部族が農耕と狩猟採集を中心に、平和に暮らしていた。
やがてイギリスとフランスから白人たちがやって来て入植を始め、彼らは周辺のインディアン部族をそれぞれ取り込んで、自らの植民戦力としていった。
グレート・ベイ（Great Bay）の北西岸、オイスター川（Oyster River）の河口に位置していたことから、ダーラムはもとはオイスター・リバー・プランテーション（Oyster River Plantation）と呼ばれていた。この入植地は北隣のドーバー入植地の一部として、1635年に建設された。
1694年7月18日、ウィリアム王戦争の最中にフランス軍は周辺一帯に住むアベナキ族250人を率いて入植地を襲い、住民45人を殺害し、49人を捕虜とした。また5ヶ所の守衛所を含む半数の住居を焼き払った。さらに、作物を荒らし、家畜までも殺した。このため、生存者も飢餓や貧困に直面することになった。この事件は「オイスター川の虐殺」と呼ばれている。
その後コミュニティは再建し、1716年にダーラムはドーバーから分離・独立した。ダーラムの名はイングランド北東部に位置する、学術都市として名高いダーラムにちなんで名付けられた。1735年にはダーラムは正式な町になった。当時の町域は現在のマッドベリー（Madbury）、リー（Lee）、ニューマーケット（Newmarket）の各町の町域を含んでいた。

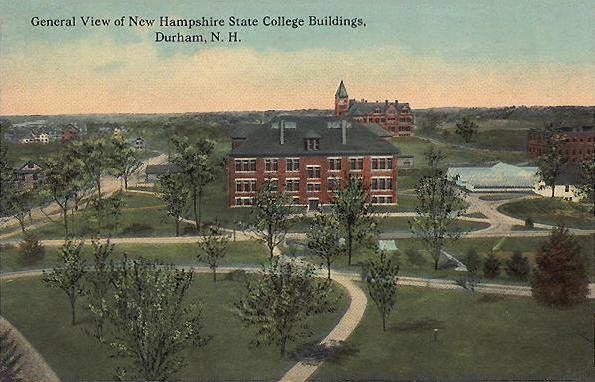
ニューハンプシャー大学のキャンパス全景、1913年

初期の入植者の子孫であったベンジャミン・トンプソン（Benjamin Thompson）は、彼の資産とワーナー農場（Warner Farm）の不動産を遺産として残した。トンプソンの遺産は州に寄付され、農業大学の設立のために使われた。もとは1866年、ダートマス大学の学術都市である州西部のハノーバーにニューハンプシャー農工大学（New Hampshire College of Agriculture and the Mechanic Arts）として創立されたが、1893年にダーラムに移転し、1923年に現在のニューハンプシャー大学に改められた。1892年に建てられたトンプソン・ホール（Thompson Hall、冒頭画像）はニューハンプシャー大学のシンボルとも言える建物で、時計塔を有している。このトンプソン・ホールは、大学の礎となった資金と土地を寄付したトンプソンの名を取って命名されたものである。州都コンコードの建築会社ダウ・アンド・ランドレット社（Dow & Randlett）によってデザインされたこのロマネスク様式の建物は、1996年に国の史跡に指定された。

## 地理

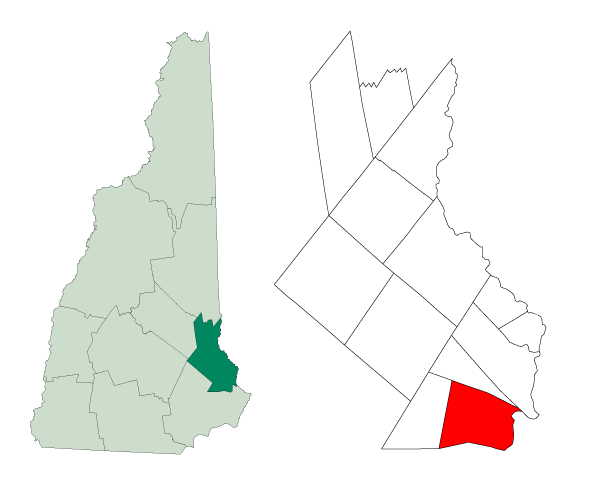
左: ニューハンプシャー州におけるストラフォード郡の位置。右: ストラフォード郡におけるダーラムの位置

ダーラムは北緯43度8分2秒 西経70度55分35秒 / 北緯43.13389度 西経70.92639度に位置している。ボストンの北約90km、ポーツマスの北西約19kmに位置する。アメリカ合衆国統計局によると、ダーラム町は総面積64.1km²（24.8mi²）である。このうち58.0km²（22.4mi²）が陸地で6.1km²（2.4mi²）が水域である。総面積の9.57%が水域となっている。
町はオイスター川の河口に位置している。オイスター川はポーツマスを取り囲む湾であるグレート・ベイおよびリトル・ベイに注いでいる。北の町境をなすビーチ・ヒル（Beech Hill）は町の最高点で、その高さは標高88mである。
ダーラムの気候は典型的なニューイングランド地方の気候で、涼しくて雨の多い夏と、寒さの厳しい冬に特徴付けられる。夏の平均気温は摂氏20度程度で、日中でも摂氏30度を超えることはあまりない。冬は日中でも0度を下回り、夜になると氷点下10度まで下がることも珍しくない。降水量は1年を通じてほぼ一定で、年間1,100mm程度である。冬の降雪量は月間45cmにも達する。

## 交通

### 空港
ダーラムの玄関口となる空港はボストンのローガン国際空港である。市の南東約16kmにはポーツマスのピース国際トレードポート（Pease International Tradeport）が位置しているが、同空港の定期便はボストン郊外のベッドフォードにボストン・アンド・メイン航空の便が週5便あるのみと極めて限られている。

### 鉄道

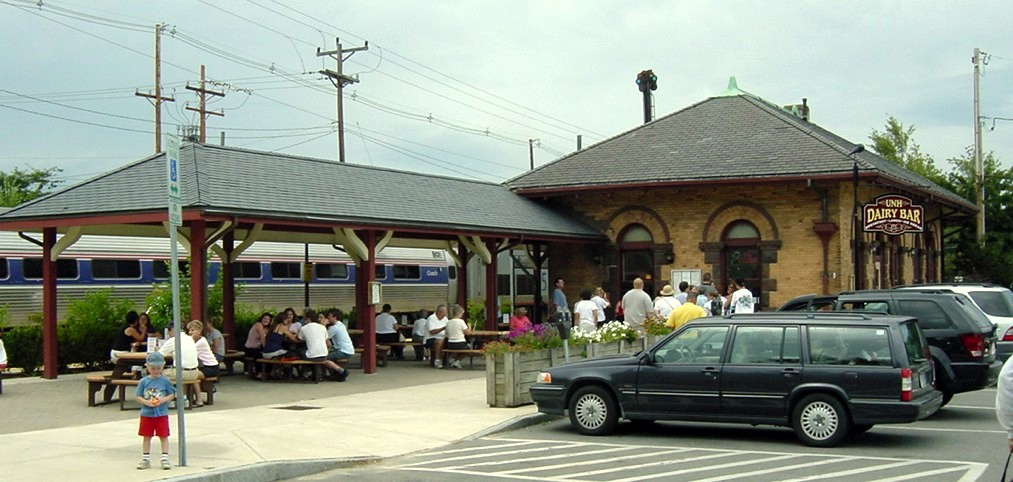
ダーラム駅

アムトラックのダーラム駅はデポ・ロード3にある。ブランズウィックとボストン間の昼行中距離列車ダウンイースター号が1日5往復停車する。

### 道路
州間高速道路95号線はピース国際トレードポートの近くから利用することができる。I-95は大西洋岸の主要都市を結んで南北に走る幹線である。

## 人口動勢
ダーラムの人口動勢はニューハンプシャー大学の影響を強く受けている。町の人口に対する学生の割合が高いため、18-24歳の年齢層が市の人口の56%を占め、年齢の中央値も21歳と若い。また、人口統計上は無収入・低収入の学生が貧困層として扱われるため、貧困率が人口の約27%という高い値を示している。しかし、世帯/家族の所得水準がそれぞれ約51,000米ドル/約83,000米ドルと高く、貧困線以下の家族が全家族の2%に過ぎないという値からも判るように、実際は裕福な町であり、実質的な貧困率は低い。

### 統計データ
以下は2000年国勢調査における人口統計データである。
| 基礎データ - 人口: 12,664人 - 世帯数: 2,882世帯 - 家族数: 1,582家族 - 人口密度: 218.4人/km²（565.5人/mi²） - 住居数: 2,923軒 - 住居密度: 50.4軒/km²（130.5軒/mi²） 人種別人口構成 - 白人: 94.55% - 黒人: 0.77% - インディアン: 0.21% - アジア人: 3.10% - 太平洋諸島系: 0.13% - その他の人種: 0.27% - 混血: 0.97% - ヒスパニック・ラテン系: 1.24% 年齢別人口構成 - 18歳未満: 12.0% - 18-24歳: 56.5% - 25-44歳: 13.3% - 45-64歳: 12.1% - 65歳以上: 6.1% - 年齢の中央値: 21歳 - 性比（女性100人あたり男性の人口） - 総人口: 82.3 - 18歳以上: 79.9 | 世帯と家族（対世帯数） - 18歳未満の子供がいる: 28.3% - 結婚・同居している夫婦: 48.3% - 未婚・離婚・死別女性が世帯主: 4.8% - 非家族世帯: 45.1% - 単身世帯: 20.2% - 65歳以上の老人1人暮らし: 6.6% - 平均構成人数 - 世帯: 2.79人 - 家族: 3.03人 収入と家計 - 収入の中央値 - 世帯: 51,697米ドル - 家族: 83,609米ドル - 性別 - 男性: 54,519米ドル - 女性: 31,548米ドル - 人口1人あたり収入: 17,210米ドル - 貧困線以下 - 対人口: 27.7% - 対家族数: 2.8% - 18歳未満: 5.5% - 65歳以上: 1.1% |